# Kerk van de Heilige Koninklijke Martelaren
De Kerk van de Heilige Koninklijke Martelaren (Russisch: Храм святых Царственных страстотерпцев) is een Russisch-orthodox kerkgebouw in de Russische stad Koersk.

## Geschiedenis
Het initiatief voor de bouw van de kerk was afkomstig van Maksim Maslov, een zakenman uit Koersk. De kerk zou moeten worden opgericht ter nagedachtenis van de op 17 juni 1918 vermoordde en intussen heilig verklaarde keizerlijke familie en gewijd aan tsaar Nicolaas, keizerin Alexandra, grootvorst Aleksej en de grootvorstinnen Ogla, Tatjana, Maria en Anastasia.
Vrijwel onmiddellijk na de lancering van dit idee stelden de autoriteiten van Koersk een stuk grond beschikbaar voor dit doel. Het plan werd voortvarend uitgevoerd en op 29 augustus 2008 werd de eerste steen voor de oprichting van de nieuwe kerk gezegend door de aartsbisschop van Koersk. Wijding van de kerk vond plaats op 11 december 2010 in het bijzijn van Olga Koelikovskaja-Romanova, de 81-jarige schoondochter van grootvorstin Olga, de jongere zus van tsaar Nicolaas die aan de moordpartijen wist te ontsnappen. De bouw werd mogelijk gemaakt door giften van gelovigen, omwonenden van de kerk en zakenlieden.
De in de tinten wit en geel geschilderde kerk heeft één grote koepel en vijf kleine koepels en is ontworpen in de traditie van de oude Vladimir-kerkarchitectuur. De beschilderingen, die de binnenmuren van de kerk volledig bedekken, werden voltooid in augustus 2011. Naast de kerk is een kleine klokkentoren gebouwd. Een stenen hek omgeeft het kerkcomplex, dat ook een zondagsschool en doopkapel bevat. De hoogste koepel van de kerk reikt tot 31 meter hoogte.